# Antonio Gonelli-Cioni

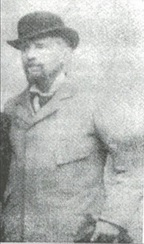
Antonio Gonnelli-Cioni

Antonio Gonnelli-Cioni (Firenze, 26 dicembre 1854 – Firenze, 8 febbraio 1912) è stato un pedagogista italiano.

## Biografia

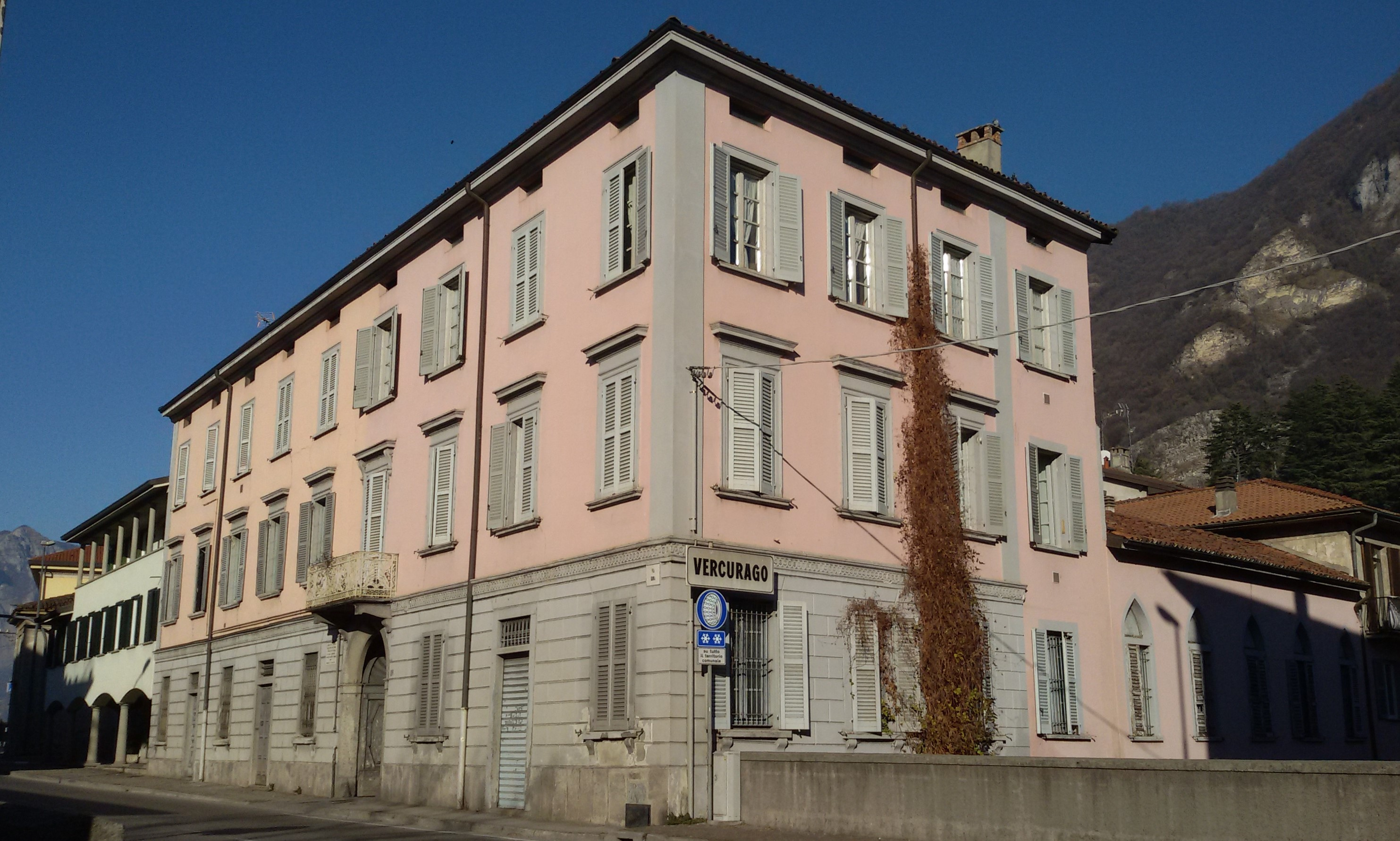
L'Istituto per frenastenici fondato da Antonio Gonelli-Cioni

Antonio Gonnelli-Cioni nasce a Firenze nel 1854 e nel 1874 si trasferisce a Milano per frequentare il corso sul metodo per l'educazione dei sordomuti assumendo successivamente la direzione dell'istituto per sordomuti Assarotti. Nel 1888 il pedagogista pensa di fondare un istituto per accudire le persone con problemi mentali applicando il suo metodo migliorato dai consigli forniti da altri istituti esteri tedeschi e da pedagogisti italiani come Cesare Lombroso ed Enrico Morselli. Decise di fondare l'istituto in Liguria a Chiavari e illustrò il suo progetto a giornali e facoltosi grazie all'opera "Per la fondazione del primo istituto d'idioti". Nel gennaio del 1889 l'istituto venne fondato e raggiunse nel giro di due anni 15 alunni e ricevette i complimenti dalle testate giornalistiche e da diversi scienziati dell'epoca. Nel 1891 su consiglio del senatore Carlo Verga spostò l'istituto a Vercurago e qui ottenne la medaglia d'oro per i benemeriti della popolare istruzione e pubblicò diverse opere riguardanti il suo metodo. L'istituto che inizialmente accoglieva solo maschi era fornito di scuole elementari, scuole di musica e disegno, palestra e i servizi di prima necessità. Nel 1883 gli venne concesso l'insegnamento del suo metodo e istituì a Milano un corso dal 29 novembre 1894 al giugno del 1895. Muore improvvisamente a Firenze nel 1912.